# Glycaspis exsertae
Glycaspis exsertae är en insektsart som beskrevs av Moore 1970. Glycaspis exsertae ingår i släktet Glycaspis och familjen rundbladloppor. Inga underarter finns listade i Catalogue of Life.